# Detunata Flocoasă
Detunata Flocoasă este o arie protejată de interes național ce corespunde categoriei a IV-a IUCN (rezervație naturală de tip botanic și geologic), situată în vestul Transilvaniei, pe teritoriul județului Alba

## Localizare
Aria naturală se află în vestul județului Alba, în Munții Metaliferi, pe teritoriul administrativ al comunei Bucium, în partea estică a satului omonim.

## Descriere
Rezervația naturală a fost declarată arie protejată prin Legea Nr.5 din 6 martie 2000, publicată în Monitorul Oficial al României, Nr.152 din 12 aprilie 2000, privind aprobarea Planului de amenajare a teritoriului național - Secțiunea a III-a - zone protejate și are o suprafață de 5 ha.
Detunata Flocoasă reprezintă un abrupt stâncos aflat la o altitudine de 1.258 m, constituit din rocă magmatică (bazalt, alcătuit din silicați de fier și magneziu, cu olivina și piroxeni), de formă prismatic-hexagonală; acoperit în cea mai mare parte cu pădure de molid (Picea abies L:).

## Monumente și atracții turistice
În vecinătatea rezervației naturale se află câteva obiective de interes istoric, cultural și turistic; astfel:
- Biserica "Sf. Arhangheli Mihail și Gavriil" din satul Izbita, construcție secolul al XVIII-lea, monument istoric (cod LMI AB-II-m-B-00239).
- Rezervația naturală Detunata Goală
- Munții Metaliferi